# Sheridan High School

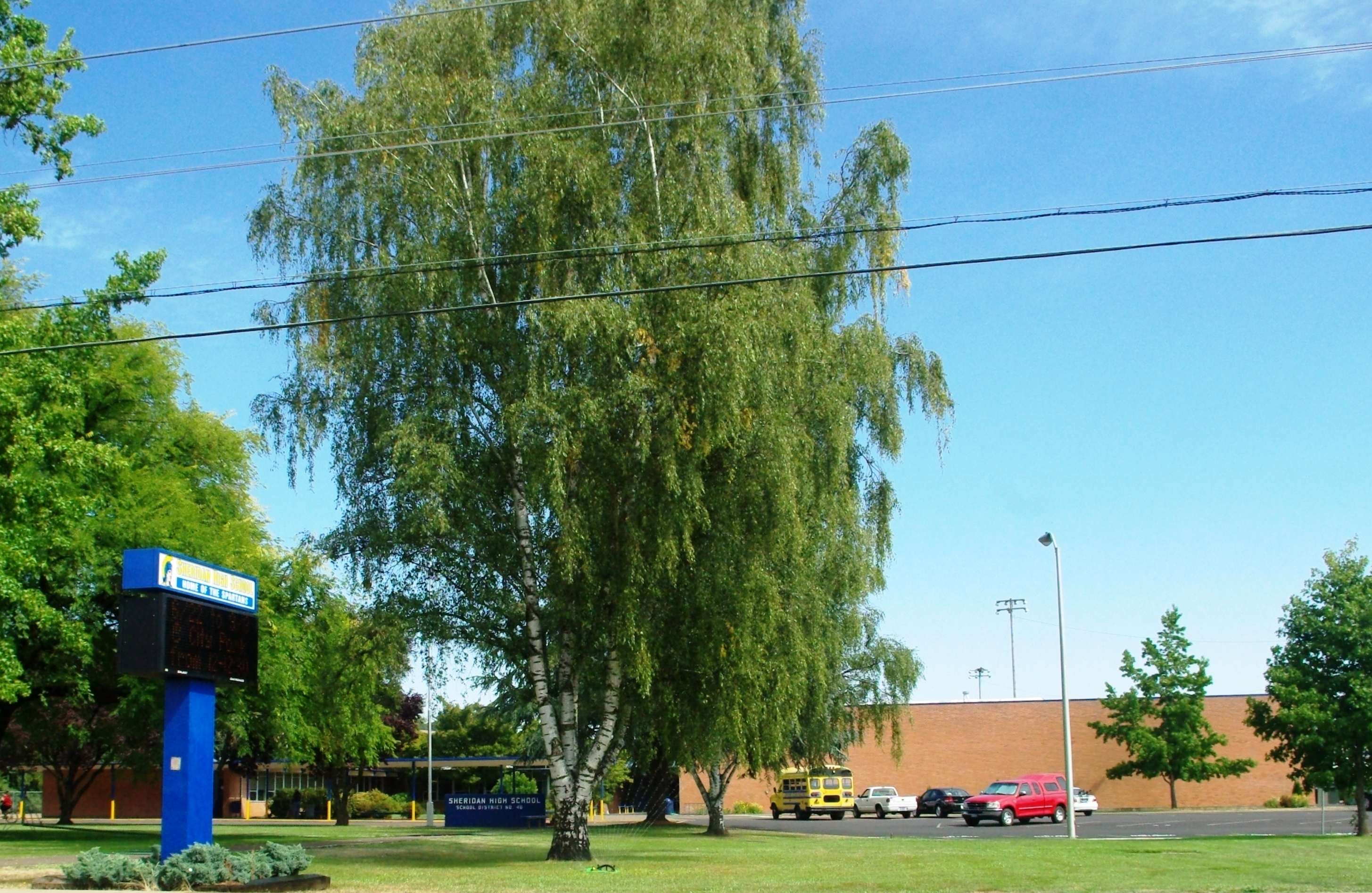

Sheridan High School är en high school i Thornville i Ohio. Skolan tar emot elever från Somerset, Thornville och Glenford.

## Historia
2008 års avgångsklass var den 100:e i skolans historia.
2008 fick 91% av seniorerna high school diploma. Av 66 elever, examinerades 60 ut, en hoppade av, 3 fick modifierat diploma och två av dem gick ännu 2009 på high school.

### Fotnoter
1. ↑  ”Sheridan to graduate 100th class”. News-Register. 27 maj 2008. Arkiverad från originalet den 14 juli 2011. https://web.archive.org/web/20110714175047/http://web.newsregister.com/news/results.cfm?story_no=235412. Läst 4 februari 2010.
2. ↑  ”State releases high school graduation rates”. The Oregonian. 30 juni 2009. http://www.oregonlive.com/education/index.ssf/2009/06/high_school_dropout_rates.html. Läst 1 juli 2009.
3. ↑  ”Oregon dropout rates for 2008”. The Oregonian. 30 juni 2009. Arkiverad från originalet den 16 september 2011. https://web.archive.org/web/20110916010203/http://blog.oregonlive.com/education_impact/2009/06/Dropout-Rates.xls. Läst 1 juli 2009.